# Steve Solvet
Steve Solvet, né le 20 mars 1996 aux Abymes, est un footballeur français, international guadeloupéen, qui joue au poste de défenseur central au Sabah FC.

## Biographie

### En club
Steve Solvet naît le 20 mars 1996 aux Abymes. Il commence le football au sein du club de l'Intrépide de Sainte-Anne, avant de rejoindre le pôle espoir CREPS Antilles-Guyane entre ses treize et quinze ans, où il côtoie notamment Thomas Lemar et Marcus Coco. À sa sortie, retenu par les demandes de sa mère, Solvet reste deux années de plus en Guadeloupe. Il rejoint finalement la Métropole et l'ASC Biesheim avec qui il joue en moins de 18 ans.
À 19 ans, il rejoint le centre de formation du RC Strasbourg, après avoir été repéré lors d'un match avec Biesheim face au club strasbourgeois. Il joue durant six mois avec l'équipe des moins de 19 ans, puis rejoint l'équipe réserve pour la deuxième partie de saison, à l'issue de laquelle il signe un contrat fédéral de trois ans. Alors qu'il joue toujours uniquement avec la réserve, Solvet participe aux entraînements avec le groupe de National puis de Ligue 2. Steve Solvet signe alors son premier contrat professionnel lors de la montée en deuxième division en 2016.
Sans proposition de prolongation de la part du RC Strasbourg, Solvet rallie le Dijon FCO, où il est reclassé en tant qu'amateur et recruté pour être un cadre de l'équipe réserve du club. Malgré une saison terminée par un titre de champion de National 3, Solvet ne reçoit pas de proposition de contrat professionnel.
Durant un mois, il fait alors des tests avec le club anglais de Bradford City. Solvet rejoint finalement le Bergerac Périgord FC, avec qui il ne dispute que quelques rencontres avant de se fissurer le métatarse, ce qui l'éloigne des terrains durant un peu moins de quatre mois. À son retour, la saison est arrêtée en raison de la pandémie de Covid-19,.
À l'été 2020, Solvet rejoint le FC Sète où il découvre le championnat de National, dont il est élu meilleur joueur du mois de novembre 2021. Sa saison est cependant écourtée par une blessure et une opération du genou au mois de février.
En juin 2022, après la relégation administrative du club sétois en National 2, Steve Solvet rejoint l'US Orléans.
Libre de tout contrat, il rejoint au mois de juillet 2024 le FC Martigues, promu en Ligue 2. Pour son premier match dans ce championnat le 23 août 2024, Solvet marque un but de la tête en fin de rencontre victorieuse sur le terrain du FC Annecy.
Le 27 juin 2025, Steve Solvet s'engage librement au Sabah FC, il paraphe un contrat de deux saisons soit jusqu'en 2027. 

### En sélection
Steve Solvet participe à la Gold Cup 2021 avec l'équipe de Guadeloupe, où il dispute deux matchs face au Costa Rica puis face au Suriname, match durant lequel il est exclu dans le temps additionnel.
Le 16 juin 2023, Solvet inscrit son premier but international, le premier de la rencontre remportée cinq à zéro face à Antigua-et-Barbuda dans le cadre des éliminatoires de la Gold Cup 2023.